# G6 (САУ)
G6 Rhino — колісна самохідна артилерійська установка калібру 155 мм розроблена в Південно-Африканській Республіці. Мала прийти на заміну буксированій артилерійській установці G5. Серійне виробництво тривало з 1988 по 1999 роки.